# تپه مریژلو ۱
تپه مریژلو ۱ در شهرستان خرم‌آباد، بخش دوره چگنی، دهستان دوره، ۱۰۰ متری شرق روستای ریخان واقع شده و این اثر در تاریخ ۲۲ اسفند ۱۳۸۵ با شمارهٔ ثبت ۱۸۲۲۷ به‌عنوان یکی از آثار ملی ایران به ثبت رسیده است.